# Young & Restless
Young & Restless är en låt av den svenska tjejgruppen Dolly Style som släpptes den 21 oktober 2016. Detta är den första låten med Sarah von Reis som Polly efter Marielle Myhrberg lämnade gruppen i augusti 2016. Låten komponerades av Daniel Larsson, Emma Nors, Jim Axelsson, Jimmy Jansson, Palle Hammarlund och Sofia Kylander. Musikvideon släpptes den 2 december 2016 och regisserades av Per Norman. 2025 var hade musikvideon över 4,3 miljoner visningar på Dolly Styles YouTube-kanal.